# فرودگاه سوارتنس واردو
فرودگاه سوارتنس واردو (به انگلیسی: Vardø Airport, Svartnes) (به زبان بومی: Vardø Lufthavn, Svartnes) یک فرودگاه همگانی مسافربری با کد یاتا VAW است که یک باند فرود آسفالت دارد و طول باند آن ۱۱۳۰ متر است. این فرودگاه در کشور نروژ قرار دارد و در ارتفاع ۱۳ متری از سطح دریا واقع شده‌است.